# Maurice Raes
Maurice Raes (* 17. Januar 1907 in Heusden (Destelbergen); † 23. Februar 1992 in Gent) war ein belgischer Radrennfahrer.

## Sportliche Laufbahn
Raes (auch Maurits Raes) war im Straßenradsport aktiv. Von 1929 bis 1939 war er Unabhängiger und Berufsfahrer. 1927 siegte er im Eintagesrennen Lüttich–Bastogne–Lüttich vor Jean Hans, ein Jahr später kam er auf den zweiten Platz. Weitere Siege holte er im Kampioenschap van Vlaanderen 1929, im Omloop van Midden-Vlaanderen 1936, bei Paris–Valenciennes 1939 sowie in einer Reihe belgischer Kriterien und Rundstreckenrennen.
Zweiter wurde Raes in der nationalen Straßenmeisterschaft der Unabhängigen 1927, im Grand Prix Lugano 1936 sowie in der belgischen Straßenmeisterschaft 1937 hinter Karel Kaers.